# 中央企业工业文化遗产名录
中央企业工业文化遗产名录是中国国务院国资委公布的央企所有的中国工业遗产，展现中国近代革命历程、近现代工业发展历程和中央企业发展历程。

## 中国铁路总公司工业文化遗产名录
- 滇越铁路

## 中央企业工业文化遗产（核工业）名录
2018年6月28日，国务院国资委在中国核工业科技馆举行发布会，中央企业工业文化遗产（核工业）名录和《中央企业历史文化遗产图册》正式和公众见面：
- 中国核工业的“开业之石”
- 原子能“一堆一器”[2]
- 中国核城
- 中国第一功勋铀矿
- 中国第一个核武器研制基地
- 中国第一座铀浓缩核工厂
- 中国第一条铀水冶纯化生产线
- 中国第一个核燃料元件厂
- 中国第一代核潜艇研发实验基地
- 中国第一座人造太阳实验装置
- 中国第一条国产化高科技特种材料生产线
- 中国大陆第一座核电站

## 中央企业钢铁行业工业文化遗产项目
- 洛阳耐火材料厂“一五”期间建设的厂房（高铝车间、一矽车间、原料库）
- 午汲钢铁厂上游型0445蒸汽机车
- 鞍山制钢所1号高炉
- 鞍山制钢所迎宾馆旧址
- 攀钢钒提钒炼钢厂1号转炉
- 鞍钢宪法
- 武汉黄石国家矿山公园东露天采场
- 汉冶萍公司—汉阳钢厂
- 中钢邢机设备公司加工车间

## 中央企业工业文化遗产(信息通信行业)名录

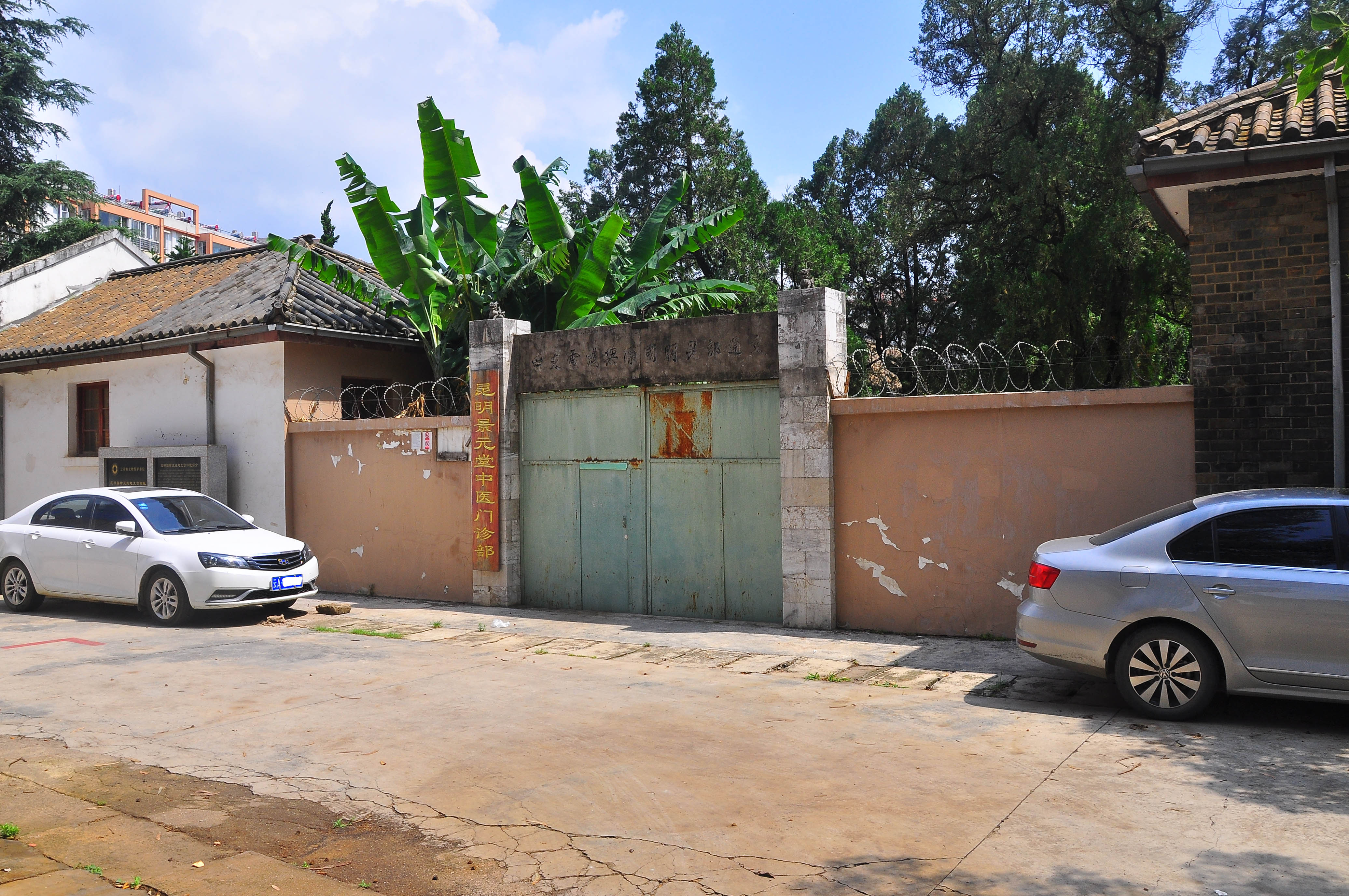
交通部昆明国际无线电支台团山发信台旧址

## 中央企业工业文化遗产(信息通信行业)名录[3]
- 青岛邮电博物馆
- 山东省邮电博物馆
- 汉口电报局
- 南京电信局旧址
- 上海电信博物馆
- 邕宁电报局旧址
- 天津电话东局旧址
- 杭州电信陈列馆
- 手摇磁石电话机
- 交通部昆明国际无线电支台旧址
- 交通部重庆无线电话发话台旧址
- 邮电506系列厂房
- 北京国际电台中央发信台
- 哈密传输分局苦水旧址
- 电传打字电报机
- 北京电报大楼
- 西安报话大楼
- 四川国际电台旧址
- 虹桥卫星通信试验地面站
- 拉萨电信通信大楼